# 童揮護
揮護 (または揮厚) は、元末?明初の女真。建州左衛初代衛主・猛哥帖木兒の父。漢姓「童」を冠して「童揮厚」、「童揮護」とも。豆萬官名を務めた。
『清實錄』に拠れば清太祖ヌルハチは都督・孟特穆mentemuの後裔で、孟特穆は『明實錄』や『朝鮮王朝實錄』に現れる猛哥帖木兒に比定される。猛哥帖木兒の父が即ち揮厚である為、従って揮厚はヌルハチの祖先ということになるが、『清實錄』では孟特穆の祖父を樊察fancaとする一方、父については言及していない。

## 子孫
僉伊官名甫哥の娘に「也吾巨」なる人物があり、始め揮厚に嫁いだが、揮厚死後、異母弟の包奇に嫁いだ。
- 揮厚：
  - 子・猛哥帖木兒[2]：揮厚と也吾巨の子。『滿洲實錄』の孟特穆mentemuに比定される。[3]
- 弟・包奇：揮厚の異母弟。容紹官名。[2]
  - 侄・於虛里：童於虛里とも。[4]包奇と也吾巨の子。[2]
    - 侄孫・所老加茂：童於虛里の子。[5][4]

  - 侄・於沙哥：包奇と也吾巨の子。[2]
  - 侄・凡察：包奇と也吾巨の子。[2]『滿洲實錄』にみられる孟特穆の祖父・樊察fancaに比定される。[3]
  - 侄・包哥：包奇と也吾巨の子。[2]

## 脚註

### 典拠
1. ↑  “世宗21年1439 3月6日段13399”. 朝鮮王朝實錄. 84
2. 1 2 3 4 5 6 7 8 9  “世宗20年1438 秋7月29日段13177”. 朝鮮王朝實錄. 82
3. 1 2  “癸未歲1583至甲申歲1584萬曆11年1583 至12年1584 滿洲源流”. 滿洲實錄. 1. p. 2
4. 1 2  “世宗23年1441春1月18日段14013”. 朝鮮王朝實錄. 92
5. ↑  “世宗20年1438 2月5日段13016”. 朝鮮王朝實錄. 80

### 註釈
1. ↑  註釈：『朝鮮王朝実録』太祖4年1395閏9月8日 (巻8) の記事に「吾都里上萬戶童猛哥帖木兒等五人來獻土物」とある為、子・童猛哥帖木兒はこの時期すでに成人 (元服) していたと考えると、揮厚の出生時期は元朝至正28年＝明朝洪武元年1368より前である可能性がある。尚、『明實錄』の初出は太宗の永樂11年1413 10月28日 (巻144) の記事。

## 参照

### 史料
- 『明朝實錄』
- 『朝鮮王朝實錄』

### Webサイト
- 「明實錄、朝鮮王朝実録、清實錄資料庫」中央研究院歴史語言研究所 (台湾)